# FLYING PIG

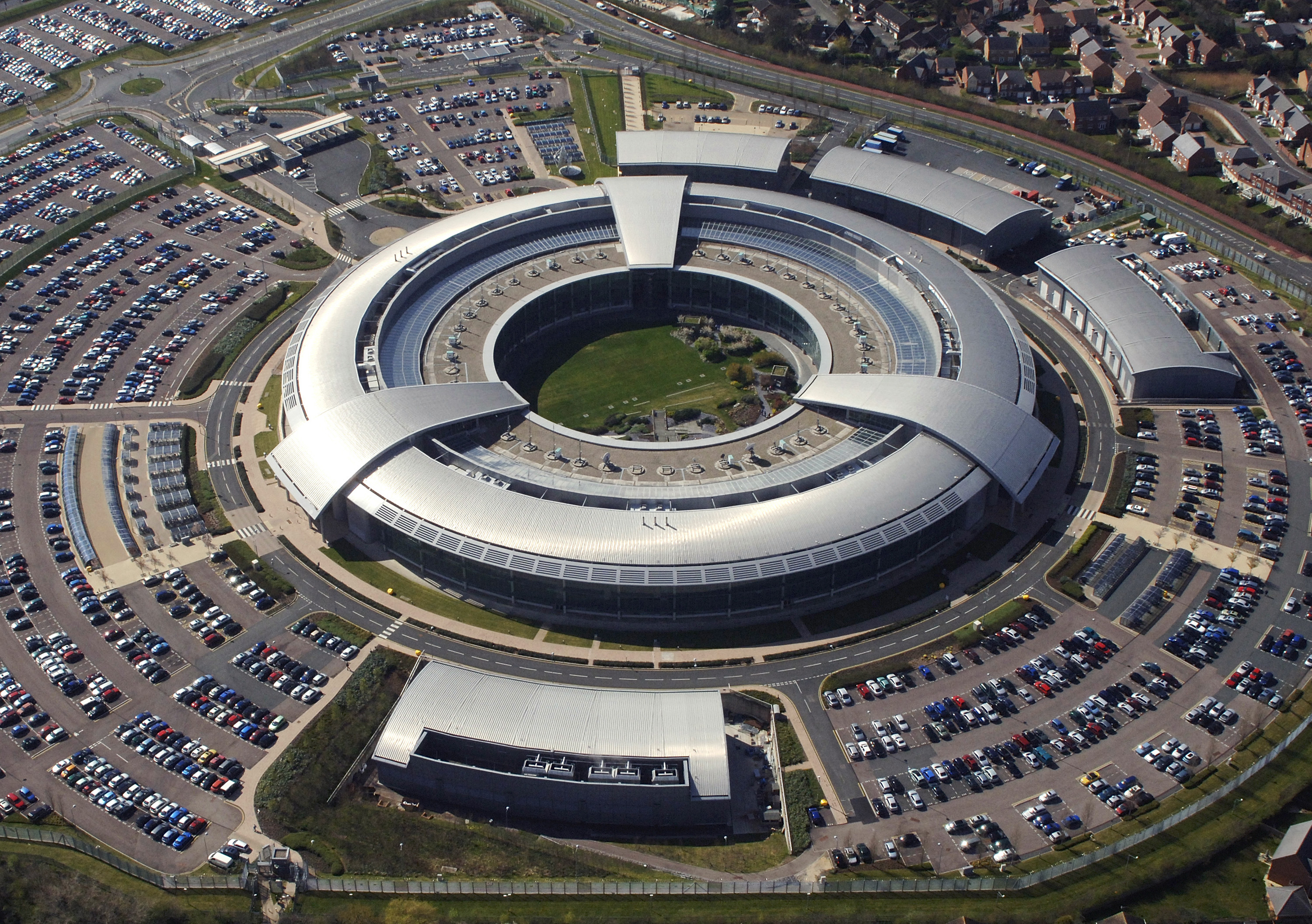
Sede do GCHQ, Reino Unido

FLYING PIG (programa de vigilância) ("porco voador" em português) é um programa de vigilância do GCHQ do Reino Unido revelado pelo Fantástico em setembro de 2013, com base em documentos trazidos a público por Edward Snowden.
NSA e GCHQ trabalham conjuntamente no programa. Nele, são realizados ataque do tipo homem-no-meio contra serviços como o Google, para coletar as informações dos usuários do Google, por exemplo.
Um slide da apresentação do GCHQ mostra como a NSA ou o GCHQ se fazem passar pelos servidores do Google para capturar as informações.
O Porco Voador pode identificar informações relacionadas ao uso do navegador Tor e tem inclusive uma opção de pesquisa para "eventos Tor". Também permite aos espiões para coletar informações sobre certificados de criptografia SSL e emitir certificados enganosos.
Foi usado para a espionagem no Brasil, como revelou o Fantástico em setembro de 2013.

## Espionagem no Brasil
De acordo com as revelações de Edward Snowden, em janeiro de 2013 apenas, a NSA tinha recolhido 2,3 bilhões de dados de usuários brasileiros, tendo atividades de espionagem em setores fundamentais da economia do Brasil.
Em fevereiro de 2014, em discurso na cerimônia pelo centenário da Escola de Guerra Naval, no Rio, o ministro da Defesa do Brasil, Celso Amorim, associou o caso da espionagem do governo brasileiro pelos Estados Unidos à competição por recursos naturais.

### Canadá
Em 30 de abril de 2007, John Adams, chefe da agência de inteligência canadense equivalente a NSA, o CSEC do Canadá, disse ao Parlamento do Canadá sobre os planos dos Cinco Olhos para dominar a Internet em cooperação com a NSA e outros aliados:
"Queremos dominar a Internet. Esse é um desafio que nem uma instituição, sejamos nos ou a NSA, pode administrar por conta própria. Vamos tentar fazer isso em conjunto com os nossos aliados. John Adams"